# Vougeot
Vougeot é uma comuna francesa na região administrativa da Borgonha-Franco-Condado, no departamento de Côte-d'Or. Estende-se por uma área de 0,88 km². Em 2010 a comuna tinha 179 habitantes (densidade: 203,4 hab./km²).